# NCR (企業)
NCR（NCR Corporation）は、アメリカ合衆国の総合情報システム企業。
主に流通システムや金融システムに強く、POSシステム、現金自動預け払い機、小切手処理システム、バーコードリーダー、オフィスの消耗品、などを販売している。IT保守サポートサービスも提供している。1988年から1997年まで、ノンフィクション作品を表彰する NCR Book Award を主催していた。1884年からオハイオ州デイトンを本拠地としていたが、2009年6月にアトランタ近郊の非法人地域ダルース付近に本社を移した。
1884年に創業し、1991年にAT&Tに買収され子会社化。1997年1月1日にNCRとして再び独立した。
日本法人として日本NCR株式会社 (NCR Japan, Ltd.) がある。

## 歴史

### 創業期

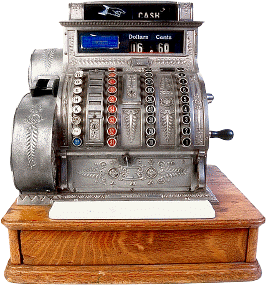
3桁フルキーボードのキャッシュレジスター

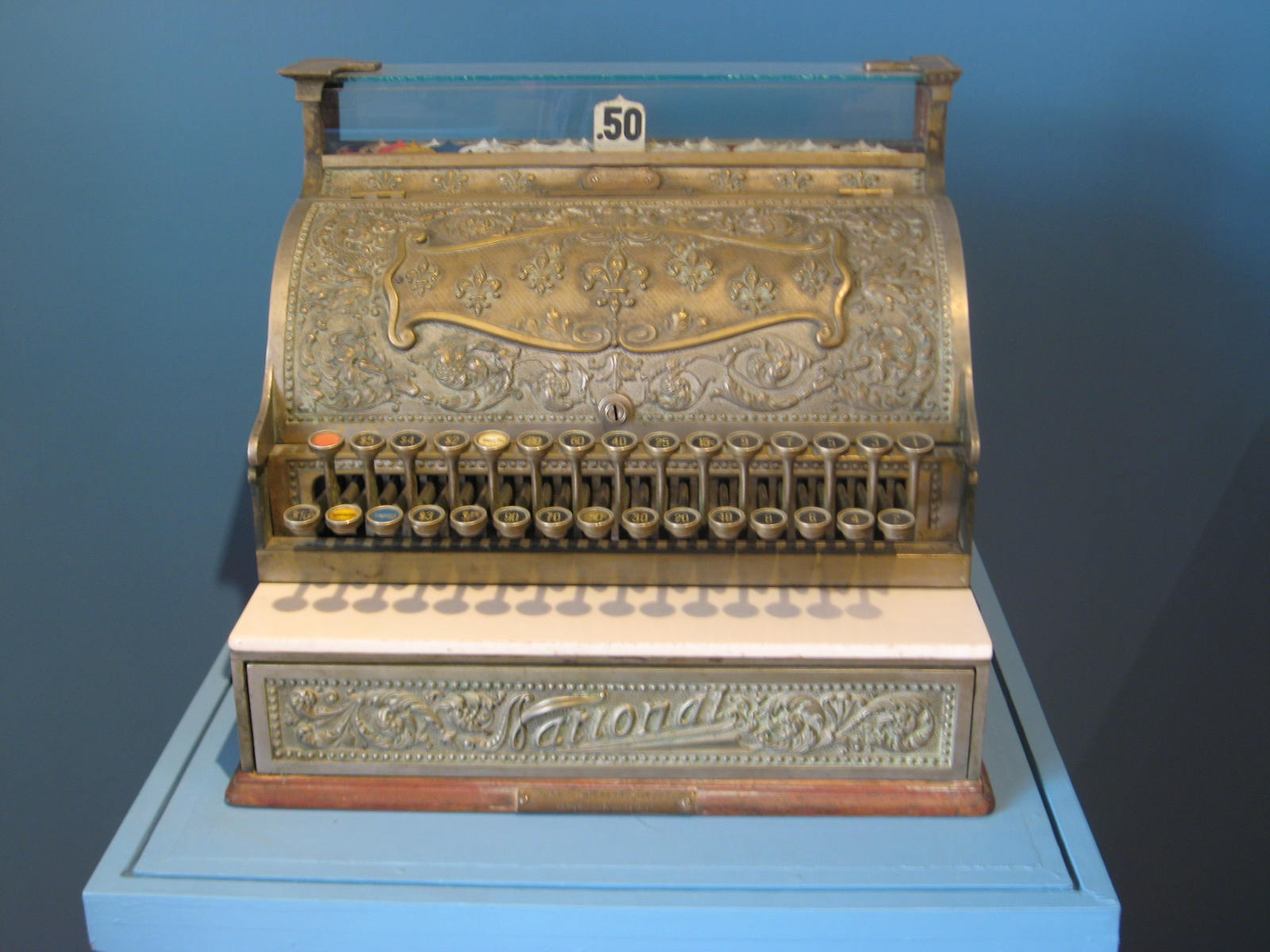
古いNCR製キャッシュレジスター

1879年、ジェームズ・リッティが機械式キャッシュレジスター発明し、オハイオ州デイトンでそれを製造販売する会社ナショナル・マニュファクチャリング・カンパニー (National Manufacturing Company) を創業。1884年、ジョン・ヘンリー・パターソンとその兄弟フランク・ジェファーソン・パターソンが同社とその特許を買い取り、ナショナル・キャッシュ・レジスター・カンパニー (National Cash Register Company) と改称。パターソンは新たな積極的販売手法とビジネス技法を採用。1893年には販売員養成学校を設立し、従業員のための包括的な福利厚生プログラムを導入した。
後に有名となる初期の従業員として、チャールズ・ケタリング、トーマス・J・ワトソン、エドワード・A・ディーズがいる。ディーズとケタリングはデイトン・エンジニアリング・ラボラトリー・カンパニーを創業し、それが後のゼネラルモーターズデルコ部門となった。ワトソンはNCR内で営業本部長まで昇進し、その後IBMの初代社長に就任した。IBM（International Business Machines）の「International」には、NCRの「National」に対して、「NCRよりも世界的に大きな企業になってみせる」という意図がある。NCR時代から "THINK!" というモットーを導入しており、IBMでも "THINK" をモットーとした。ケタリングは1906年に世界初の電動式キャッシュレジスターを設計した。数年後に開発した Class 1000 レジスターは40年に渡って生産されることになる。

### American Selling Force
ジョン・H・パターソンと兄弟がこの会社を買い取ったとき、キャッシュレジスターは高価（50USドル）で "Ritty's Incorruptible Cashier" は1ダースほどしか使われていなかった。高価な機械であるため需要が少なかったが、店員が売り上げをくすねる可能性を劇的に低下させると知れば絶対売れるとパターソンは信じていた。そこで "American Selling Force" と名付けた販売陣を作り、"N.C.R. Primer" という販売マニュアルに従って売り込み、歩合制で給料を支給するという形にした。その販売マニュアルに書かれている哲学は、単なる機械を売るのではなくビジネス機能を売るのだということである。買い手の気が散らないよう店舗から離れたホテルなどで販売デモンストレーションを行った。そこに実際の商店を再現し、実物の現金を使って実演してみせる。見込みのある客は "P.P."（Probable Purchaser = 潜在的購入者）と呼ばれる。まず買いたくない理由を論破し、P.P. が店員による窃盗と思われる損失があることを認めたら、そこで製品のデモンストレーションを行い、様々な図表を使って説明する。

### 拡大期
NCRは急速に拡大し、1888年には多国籍企業となった。1893年から1906年までに、小さなキャッシュレジスターの会社をいくつも買収している。
1911年までに年間出荷台数100万台を越え、6,000人の従業員をかかえるまでに成長。パターソンは法律なども駆使し、80社以上あったライバル企業を破産に追い込んだり、買収したりして、アメリカ国内市場の95%のシェアを握るようになった。
1912年、反トラスト法であるシャーマン法違反で有罪と判決される。パターソン、ディーズ、ワトソンおよび25名のNCR経営陣は、違法な反競争的商慣習により有罪とされ、懲役1年を宣告された。パターソンとワトソンは1913年のデイトンでの洪水被災者を助ける活動を行い、一般市民からは有罪判決に対して同情が寄せられるようになったが、ウッドロウ・ウィルソン大統領の恩赦を勝ち取ることはできなかった。しかし1915年、重要な弁護側の証拠が認められるべきだという訴えが認められ、判決が覆された。

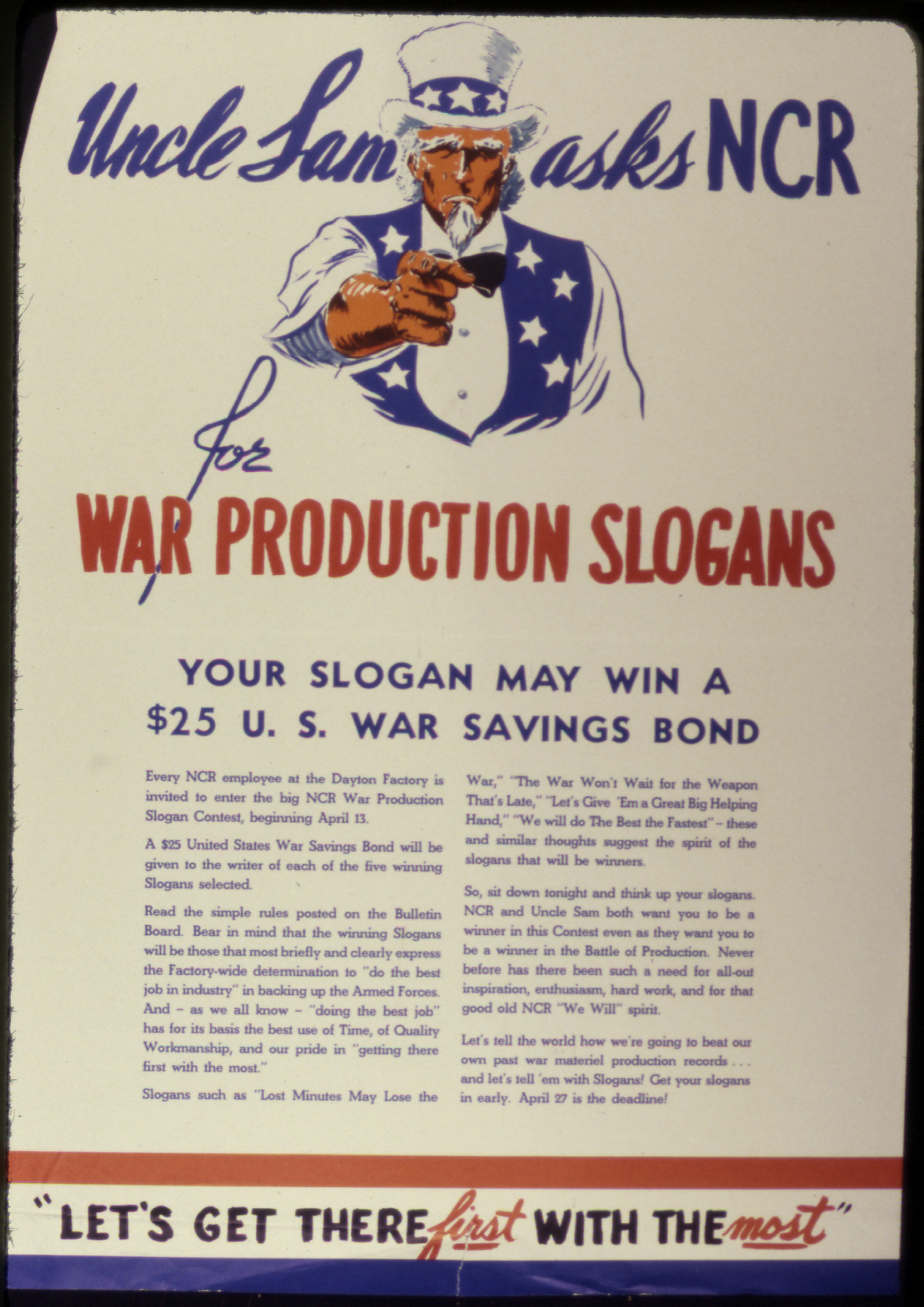
第二次世界大戦中のNCRのポスター

1922年、販売台数が200万台に達し、同年ジョン・パターソンが死去。1925年、株式上場を果たし、株式公開時の公募総額5500万ドルという当時のアメリカ国内新記録を樹立した。第一次世界大戦中は信管と航空機用部品を製造し、第二次世界大戦中は航空エンジン、爆撃照準器、暗号解読器などを製造した。

### 戦後期

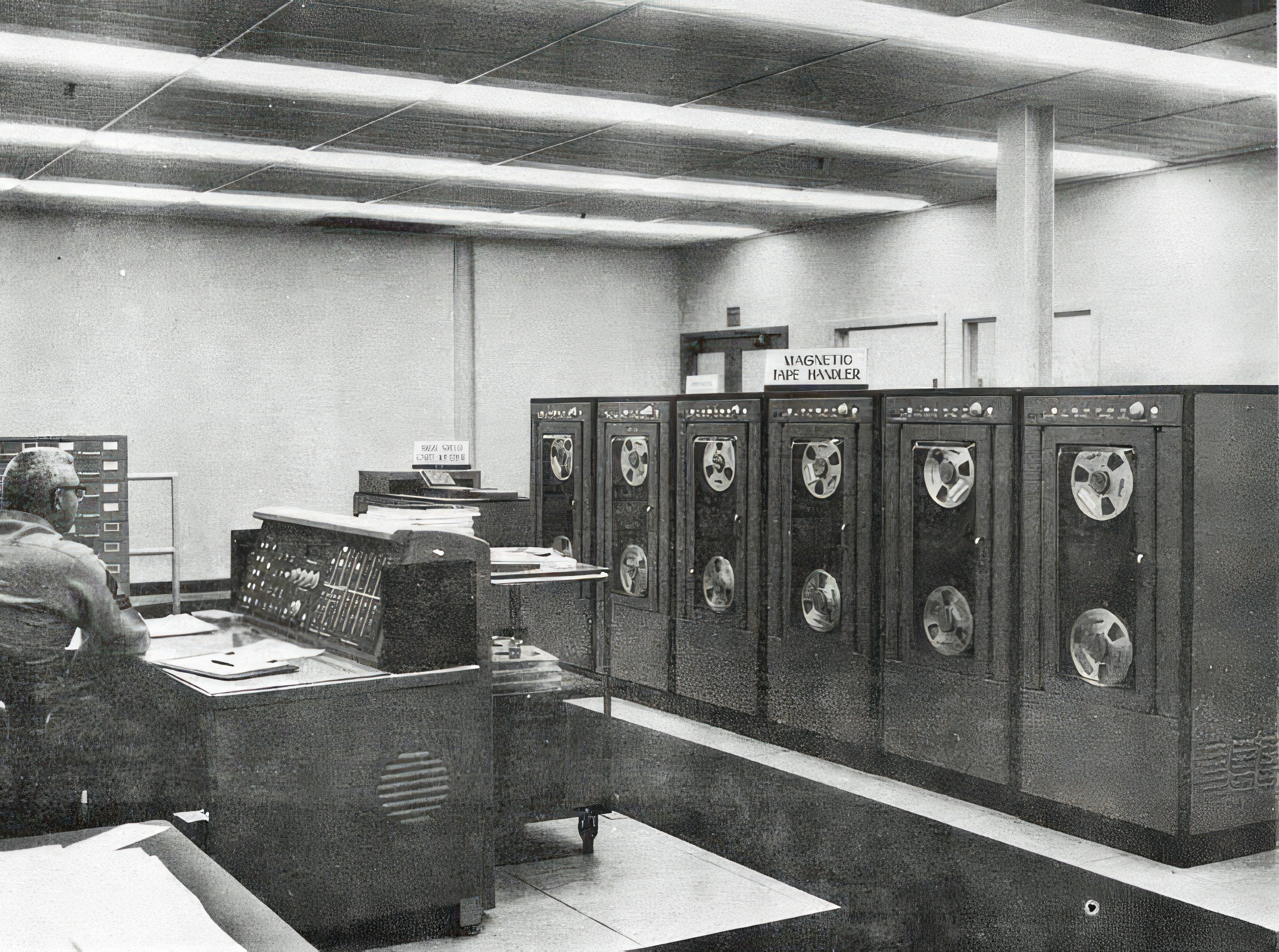
NCR 304 コンピュータ

戦時中に秘匿通信システム、高速カウンタ、暗号装置を作った経験から、NCRは戦後になって新たなコンピュータや通信技術の開発を行うようになった。1952年、Computer Research Corporation を買収し、翌年にはエレクトロニクス部門を創設。1956年、磁気ストライプ技術を使った銀行向けの電子機器 Class 29 Post-Tronic をリリース。1957年にはGEと共同でトランジスタを使ったコンピュータ NCR 304 を製造した。同じく1950年代には磁気インク文字認識 (MICR) 技術も開発している。
1962年、電子データ処理システムと称するコンピュータ NCR-315 をリリース。これには人手で装着が必要な磁気テープライブラリの代替となる大容量記憶装置 CRAM も含まれている。315ほどの能力を必要としない顧客向けには NCR 390 と NCR 500 をリリース。1968年には集積回路で全論理回路を構成した初のコンピュータ Century 100 をリリース。1970年には後継の Century 200 が登場した。その後の Century 300 ではNCR初のマルチプロセッシングに挑戦している。Century シリーズは1976年の Criterion シリーズへと発展。NCR初の仮想機械システムである。
このころNCRは企業内での使用向けの 605 ミニコンピュータも開発した。これを中核として、店舗や銀行の支店用コントローラ 399 および 499 会計機、82xx/90xx IMOS COBOL システムなどをリリースした。605 は他にも周辺機器コントローラとしても使われており、658 ディスクサブシステムや 721 通信プロセッサなどがある。
1974年、社名のNCRコーポレーション (NCR Corporation) に変更。
かつて8社あったメインフレームメーカー（IBMと7人の小人）は6社に減り（IBMとBUNCH）、さらに1986年までに4社（IBM、ユニシス、NCR、CDC）に減った。

### コンピュータの小型化
1982年、オープンシステムに関わり始める。最初のオープンシステムはUNIXを採用した TOWER 16/32 で、その成功により（約10万台を販売）、NCRは業界標準とオープンシステムアーキテクチャの先駆者としての地位を確立。5000シリーズではモトローラの680xxCPUを採用し、独自のトランザクション処理システム TMX を搭載。主に金融機関で使われた。

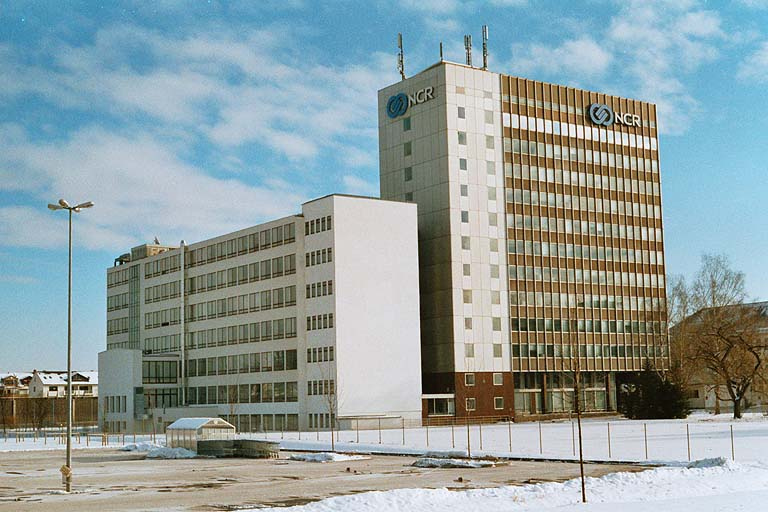
ドイツアウクスブルクのNCRのオフィスビル

1980年代、NCRは各種PC/AT互換機を販売した。インテリジェントターミナルと称した省スペースパソコン NCR-3390 などがある。MS-DOSをカスタマイズした NCR-DOS を搭載し、CPUのクロック周波数を切換える機能（6/8/10MHz）などをサポートしていた。改良版CGAアダプタであるNGAを装備し、640×400ピクセルでテキスト表示可能で、CGA本来の640×200ピクセルよりもビジネスに適していた。グラフィック表示では640×400ピクセルで4色表示可能である。
1990年、System 3000 をリリース。インテルの386および486CPUを採用した、ラップトップから超並列まで7段階の機種をそろえたファミリである。その多くは広く使われていたISAではなくIBMの Micro Channel Architecture を採用し、SCSIを採用していた。そのため高性能だが価格設定も高かった。

### 現金自動預け払い機
現金自動預け払い機 (ATM) が主力製品となった。NCR初のATMは1970年代末に開発され、model 770 はイギリスのナショナル・ウエストミンスター銀行やバークレイズで採用された。しかしNCRがATM事業に本腰を入れるようになったのは、スコットランドのダンディー工場で model 5070 が開発され、1983年にリリースされてからのことである。その後、5084、56xx、58xx シリーズをリリースしている。2008年、新世代ATM 662x/663x シリーズをリリース。ATM市場の3分の1以上のシェアを占めるようになり、年間18兆ドルの現金がNCR製ATMから引き出されていると見積もられている。アメリカ軍の Eagle Cash プログラムにもカスタマイズしたATMを供給している。
- 5xxxシリーズ - 1980年代初期に登場。主にスコットランドのダンディー工場で設計し、世界各地で生産。
  - 50xxシリーズ - 1983年の 5070 と 5080 から。修理や補給のしやすさを考慮したモジュール化設計。
  - 56xxシリーズ - 1991年から1997年まで製造。カラーディスプレイを採用。
  - 58xxシリーズ - Personasのブランド名で1998年に登場。液晶ディスプレイを徐々に採用。
- 66xxシリーズ - バーコード読み取りなどの機能を加えたインテリジェント端末。
  - 667xシリーズ - Personas M-Series のブランド名で2005年に登場。Personasとは外観が大きく異なる。
- NCR Self-Serv 20 & 30 シリーズ - 2008年登場。内部設計も外観も一新し、コストダウンを図っている。20シリーズは引き落とし専用のキャッシュディスペンサーで、30シリーズがフル機能のATMである。

### AT&T
1991年9月19日、AT&TはNCRを74億ドルで買収。1992年2月28日にはテラデータも買収してNCR部門に加えた。NCRの子会社として、1992年末には53,800名の従業員を抱えている。1993年、売り上げ72億6500万ドルに対して12億8700万ドルの純損失を計上。1994年と1995年も赤字が続き、親会社からの財政支援で何とか経営を続け、1995年末には従業員が41,100名に減っている。この3年間、かつてNCR最大の顧客だったAT&Tは15億ドル以上の収益を計上している。
1995年2月15日、マイクロエレクトロニクス部門とストレージ部門をヒュンダイに売却。当時、韓国企業によるアメリカ企業（部門）の買収としては最高額だった。
一方1994年からこの子会社を AT&Tグローバル・インフォメーション・ソリューションズ (AT&T Global Information Solutions) と称していたが、1995年にAT&Tは同社のスピンオフを決定。1996年には社名をNCRに戻してスピンオフに備えた。AT&Tはスピンオフに至った理由を株主向けの報告書で説明している。「顧客ニーズの変化」と「経営の選択と集中の必要性」に加えて、次のように説明している。

…（NCRを買収した際のAT&Tの意図だった）垂直統合の利点は、そのコストと欠点に優るものではなかった…ルーセントとNCRの実際のあるいは潜在的な顧客は、あるいはAT&Tの通信サービス事業の競争相手になる可能性もある。AT&Tの子会社から製品を購入した企業がAT&Tのライバルになるのではないかという懸念によって、NCRは通信業向けの営業努力が妨げられていると信じている。

1997年1月1日、NCRは再び独立企業となった。

### 独立
独立後の最初の大きな買収は、1997年7月の Compris Technologies（レストランチェーン向けソフトウェア開発企業）の買収である。1997年11月、Dataworks Inc.（従業員60人の企業）を買収。
モントゴメリー郡歴史協会 (en) とNCRは1998年、NCRの膨大な記録文書を保管する協定を結んだ。1999年、3カ月以上をかけてNCRの建物と歴史協会の研究センターの間をトラックが往復し、300万冊の貴重な文書を運んだ。
1998年、コンピュータ製造関連の資産をソレクトロンに売却して汎用コンピュータシステム製造から撤退し、流通業と金融業向けのソリューション提供に集中するようになった。2000年、CRMプロバイダー Ceres Integrated Solutions とサービス業の 4Front Technologies を買収。その後も Kinetics、InfoAmerica、Galvanon、DecisionPoint、ソフトウェア企業 DecisionPoint などの企業を買収。2006年、ソフトウェア企業 IDVelocity、小売業向けキャッシュセキュリティ装置を専門とする Tidel のATM製造部門を買収した。2009年、The New Release と DVD Play を買収し、DVD販売・レンタル用インターネット・キオスクで第2位のシェアとなった。2010年にはデジタル看板の企業 Netkey を買収。
研究開発は主に3つの拠点で行われている。アメリカのアトランタ（小売業関係）、スコットランドのダンディー（金融業関係）、カナダのウォータールーである。インドのポンディシェリとハイデラバードにも研究開発センターがある。ポンディシェリには工場もある。

### その後
2007年1月8日、テラデータの分社化を発表。2007年10月1日、NCRとテラデータの分離完了を発表した。
2007年1月11日、ATM事業の全面的リストラ計画を発表。ダンディー工場で650人、ウォータールーで450人の人員削減を行うとした。2009年、世界的な景気悪化を理由としてダンディー工場を閉鎖。

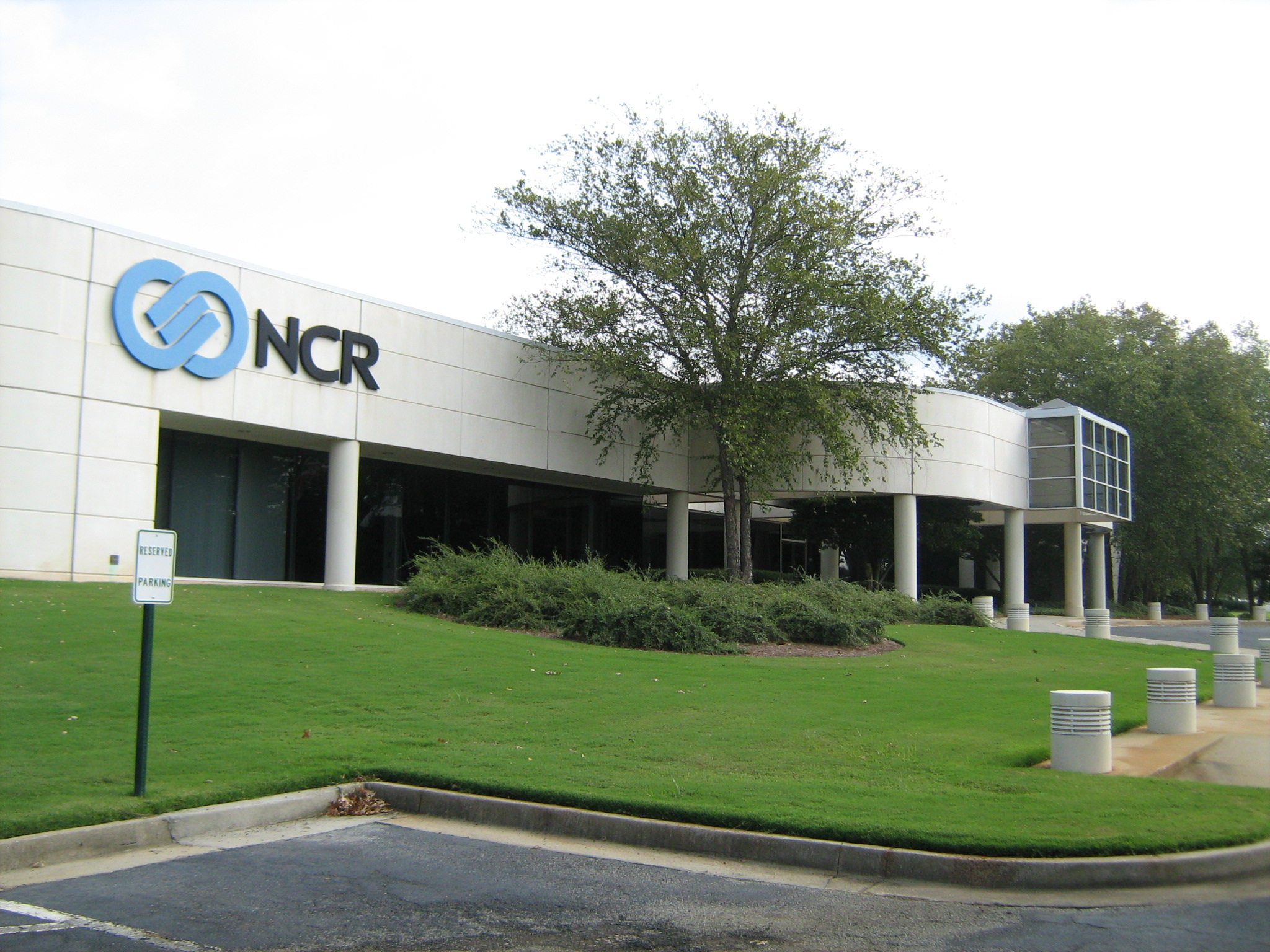
ジョージア州ダルースのNCRのオフィスビル

2009年6月2日、NCRはオハイオ州デイトンからジョージア州ダルースに本社を移転する計画を発表した。125年間NCRの本拠地だったデイトンでは衝撃的な出来事である。NCR会長兼CEOのビル・ナッティは「ジョージア州で本社機能を統合し、テクノロジーに焦点を合わせた本拠地キャンパスを建設するという決定は、我々の技術革新を改善し、生産性を増大させ、お客様に継続的にアップグレードを提供するという我々の事業戦略に沿った正しいものだ」と述べた。
2011年7月11日、サービス業と小売業向けシステムの企業 Radiant Systems を12億ドルで買収。これを新たな事業部門とし、サービス業と特殊小売業を分担する計画だという。Radient経営陣の一部はNCRの取締役会に残る。2011年8月22日、株式公開買い付け完了を発表。2011年8月24日、買収完了を発表した。

## 製品とサービス

### ハードウェア

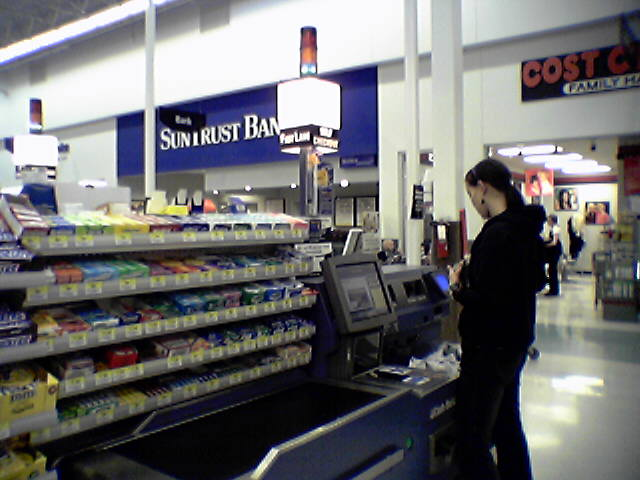
NCR FastLane

- 現金自動預け払い機 (ATM) - 2006現在、日本における生産は日本ATMへ移管（日本NCRが出資元）
- POSシステム （ブランド名：NCR RealPOS）
- セルフチェックアウトシステム （ブランド名：NCR FastLane ⇒ NCR SelfServ Checkout）
- バーコードスキャナー （ブランド名：NCR RealScan ⇒ NCR RealPOS Scanners）
- キオスク端末 （ブランド名：NCR Easy Point ⇒ NCR SelfServ）
- レシートプリンター
- アイテム処理プラットフォーム（主に小切手） (7780, iTRAN 8000, TS)

### サービス
- e-ビジネス
- 教育
- IT基盤サービス
- 決済ソリューション
- 小売業向けなど各種ソリューション
- セルフサービス

### かつての製品
- Class 1000 レジスター
- Class 2000 bank posting machine (c. 1922-1973)
- NCR Voyager（英語版） - i386 SMP システム（インテルのSMP仕様策定以前のもの）
- サーバ XeonベースのSMPまたはNUMA (S1600, S2600, System 5000, Tower)
- PC (System 3000)
- Electronic Shelf Label（英語版） （RealPrice - 2008年まで）
- テラデータ 高性能データベース管理システム（分社化し現在は別会社）
- エクサバイト テープバックアップ システム
- NCR UNIX SVR4 MP-RAS ：System VベースのUNIX

## マネジメント

### 歴代CEO
- ビル・ナッティ (2005年 - 現任)
- ジム・リングラー (2005年・暫定CEO)
- マーク・ハード（英語版） (2003年 - 2005年) - その後、米ヒューレット・パッカードCEO。セクハラ疑惑にてHPのCEOを辞職。
- ラース・ナイバーグ（英語版） (1996年 - 2003年)
- ビル・オシェア (1995年・暫定CEO)
- ジェレ・ステッド  (1993年 -1995年) - AT&T買収後も留任
- ギル・ウィリアムソン (1993年・暫定CEO)
- チャールズ・E・エクスレー・ジュニア (1983年 - 1993年)
- ウィリアム・S・アンダーソン（英語版） (1973年 - 1984年)
- ロバート・S・オエルマン（英語版） (1962年 - 1973年)
- スタンレー・C・エリン (1957年 - 1962年)
- エドワード・A・ディーズ (1931年 - 1957年)
- フレデリック・ベック・パターソン (1922年 - 1931年)
- ジョン・H・パターソン（英語版） (1884年 - 1922年)